# Malmö stadshus

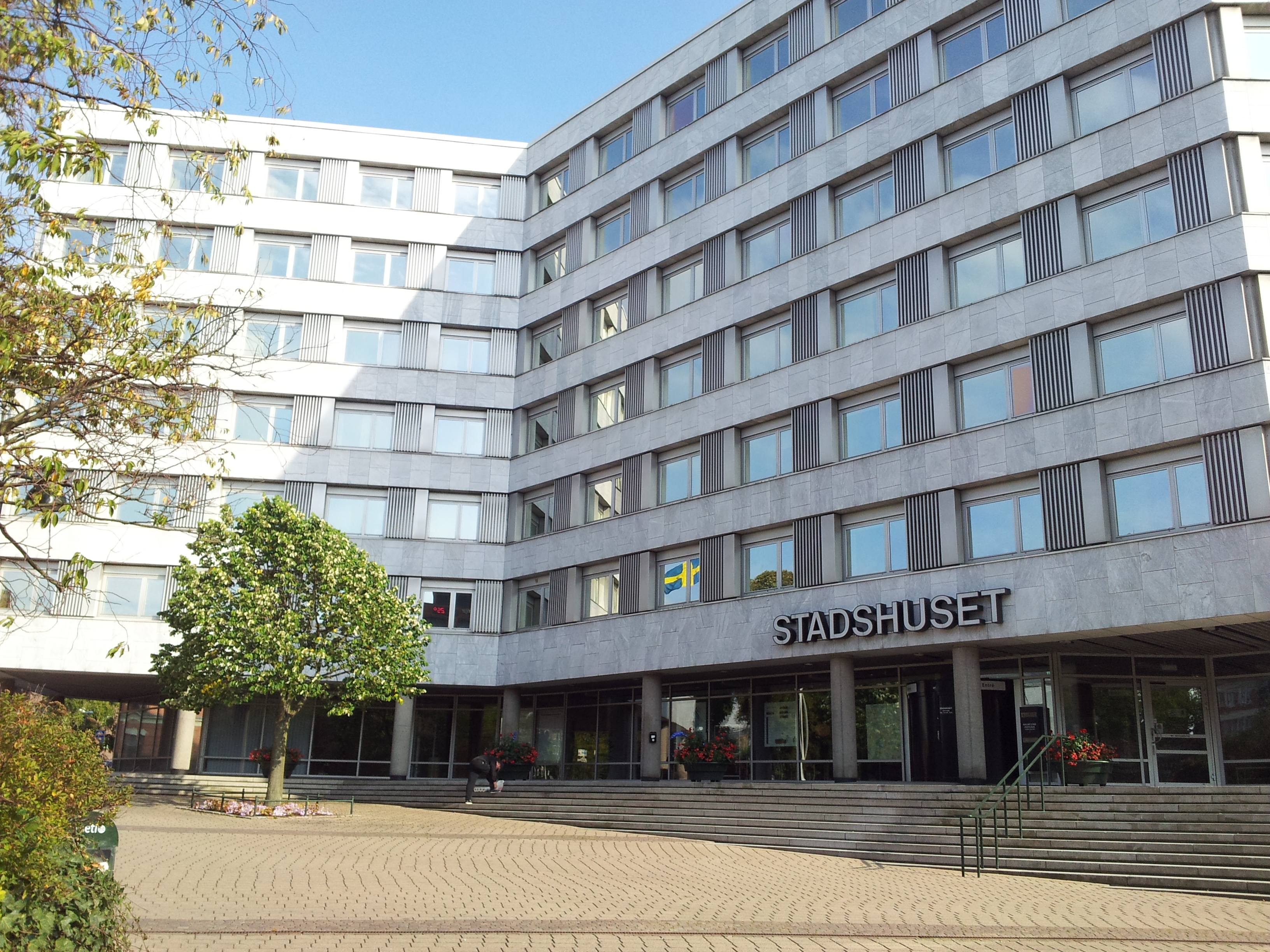
Malmö stadshus

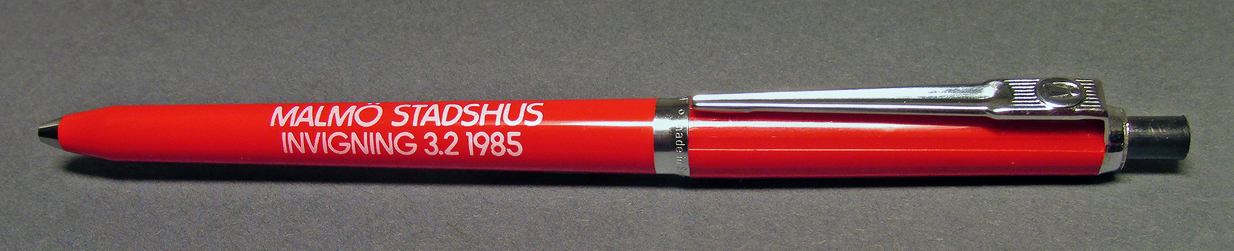
En souvenirpenna av märket Ballograf delades ut till besökare vid invigningen av Malmös nya Stadshus 1985.

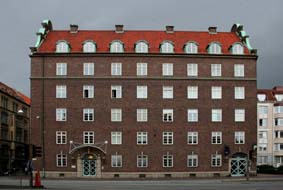
Stadens kontorshus, "gamla stadshuset"

Malmö stadshus uppfördes 1983–85 i korsningen Föreningsgatan/Torpgatan är ritat av professor Sten Samuelson. Byggnaden inrymmer huvuddelen av kommunförvaltningen för Malmö stad.
Tidigare fanns Stadens kontorshus, ofta kallat "gamla stadshuset", uppfört vid Amiralsgatan 1922–24 efter ritningar av August Ewe och Carl Melin. Frågan om ett nytt stadshus hade diskuterats sedan 1962 och flera förslag med olika placeringar hade utarbetats innan beslutet om den nuvarande byggnaden togs under ledning av kommunstyrelsens dåvarande ordförande, Nils Yngvesson.